# ウェルガン
ウェルガン（Welgun）は、第二次世界大戦中のイギリスにおいて、秘密活動部局である特殊作戦執行部（SOE）が試作した短機関銃である。試験では良好な成績を残したものの採用には至らず、製造も極めて少数にとどまった。

## 開発
ヨーロッパ各地の対独抵抗運動へ投下する支援用火器について、SOEは近距離戦での性能、速射性、費用対効果に優れ、なおかつ僅かな訓練で運用および野戦整備に習熟できるものが好ましいとした。当初、SOEでは陸軍が制式採用していたステンガンがこの目的に適していると考えていたが、この銃はあまりにも低廉化・単純化が過ぎていると判断された。当時調達されていた最初期モデルのステンガンは、非常に品質が低く、頻繁に暴発を起こすことで知られていたほか、仕上げが雑で銃身や可動部品にバリが残っていたことで、抵抗運動闘士が使用した際に動作不良や銃身爆発を起こしたという事故が報告されていた。
1942年初頭、SOEの研究機関である「相互勤務調査局」ことステーションIXでは、よりSOEの要求に適した火器の開発に着手した。これに先立ち、同局では発明者エリック・ノーマン（Eric Norman）に因みノームガン（Norm Gun）と称された火器を試作・製造していたものの、高価で大量生産向きではないとされていた。
ノームガンに代わる安価な火器の開発はF・T・ブリッジマン（F.T. Bridgman）によって行われた。いくつかの公的機関のほか、バーミンガム・スモール・アームズも計画に加わっていた。1943年初頭、SOE部長チャールズ・ジョセリン・ハンブロは、新型火器の量産を許可した。先行製造された6丁を用いてステンMk.IVなどとの比較試験が行われた。この試験において、新型火器、すなわちウェルガンは泥や砂などの影響を受ける悪条件下では信頼性が劣ると判断された。これは最初のモデルの公差が極めて小さかったためである。一方、射撃精度や使い勝手は非常に優れているとされた。その後、設計された量産型では公差が見直され、悪条件化でもステンMk.IVと同等の信頼性が認められた。ウェルガンの開発は、連合各国の特殊部隊や陸軍部隊からも注目されていた。
しかし、結局はウェルガンではなくステンMk.IVの大量生産が決定した（ただし、ステンMk.IVも広範囲での配備は実現されなかった）。ウェルガンの採用が見送られた公的な理由は定かではない。
SOEエージェントだったピーター・ケンプは、アルバニアへの降下の際にウェルガンを携行したが、最初の使用（ドイツ軍車両の待ち伏せ）の際に弾づまりが起きたという。ケンプはこれを事前の整備の際に銃工が誤って機構を損傷させたことに起因するとしている。

## 設計・性能
ウェルガンは一般的なブローバックを作動方式として採用した火器である。ステンガンと同様に9x19mmパラベラム弾を使用する。これは枢軸国軍でも広く使用されている拳銃弾であり、抵抗運動闘士らは占領軍から銃弾を調達することもできた。弾倉はステンガンと同一の32連発箱型着脱式だが、かねてから設計上の問題点が報告されていたため、潜在的な動作不良の原因でもあった。また、ステンガンと異なり、弾倉は下方から垂直に装填した。
メインスプリングはボルトの前方、銃身の周囲に配置されていた。コッキングハンドルは設けられず、滑り止めの溝が掘られたボルト後端を直接引っ張ってコッキングを行った。
ウェルガンは折畳式銃床を備える。これを上方向へと折り畳んだ場合、銃の全長は16インチまで短縮され、携行および隠匿を容易にした。また、射撃精度およびバランスを確保するため、木製のピストルグリップとフォアグリップを備えていた。

## 名称
「ウェル」（Wel)という接頭辞は、ステーションIXからほど近いウェリン・ガーデン・シティ（Welwyn Garden City）に由来し、ステーションIXが開発した火器・機材を示すために使われた。例えば、特殊消音拳銃ウェルロッド（Welrod）もステーションIXで開発された火器である。